# La Symphonie pathétique (film, 1971)
Pour les articles homonymes, voir La Symphonie pathétique.
Pour plus de détails, voir Fiche technique et Distribution.
La Symphonie pathétique (titre original : The Music Lovers) est un film britannique réalisé par Ken Russell et sorti en 1971. 

## Synopsis
Le film retrace la vie de Piotr Ilitch Tchaïkovski.
Jeune professeur au Conservatoire de Musique de Moscou, Tchaïkovski donne son tout premier concert pour piano et orchestre devant une salle bondée d'étudiants, de professeurs et de mélomanes. À l'accueil enthousiaste réservé au compositeur, Nikolaï Rubinstein, directeur de l'établissement et mentor du jeune homme, répond par une sévère critique et formule des conseils que Tchaïkovski s'empresse de rejeter. Alors qu'il est susceptible de perdre son emploi, Tchaïkovski reçoit de Nadejda von Meck, une riche veuve qui admire son talent, l'octroi d'une rente pour qu'il se consacre exclusivement à la composition. La veuve refuse de le rencontrer, mais Piotr est tenu de lui envoyer en premier lieu toutes ses compositions et de la divertir par une abondante correspondance. 
Tchaïkovski mène bientôt une brillante carrière artistique, mais sa vie privée devient de plus en plus ambiguë, car il tente de réprimer ses pulsions homosexuelles. Il est également obsédé par la mort de sa mère, victime du choléra, que l'on a voulu soigner grâce au seul remède connu à l'époque, et qui en est décédée, par plongée dans un bain d'eau bouillante. Perturbé par ce souvenir douloureux et inquiet de devoir cacher son orientation sexuelle alors interdite en Russie, il croit trouver une heureuse solution en épousant l'aventurière Antonina Milioukova, un choix qui se révèle désastreux quand il découvre qu'il s'agit d'une nymphomane qu'il ne peut satisfaire. 
Une fois de plus, la veuve Von Meck vient à son secours et l'héberge dans sa maison de campagne où le compositeur peut travailler en paix. Toutefois, malgré la célébrité maintenant acquise, tandis que sa femme Nina est enfermée dans un hôpital psychiatrique, Tchaïkovski glisse dans un pessimisme croissant. Peu à peu, tous ses amis, et même son mécène, se détournent de lui. Son seul et toujours fidèle compagnon, quoique parfois opportuniste, demeure son frère Modeste, qui est loin de comprendre l'instabilité émotionnelle et les souffrances morales de Piotr. 
En dépit de sa Symphonie nº 6 « Pathétique », où le compositeur exprime tout son désespoir et qu'il dirige lui-même avec un succès retentissant, sa vie lui est devenue insoutenable. Un jour, il boit consciemment de l'eau polluée et contracte le choléra : il meurt en subissant le même supplice que sa mère.

## Fiche technique
- Titre français : La Symphonie pathétique
- Titre original : The Music Lovers
- Réalisation : Ken Russell
- Scénario : Melvyn Bragg, d'après une collection de lettres recueillies par Catherine Drinker Bowen et Barbara von Meck
- Production : Ken Russell
- Photographie : Douglas Slocombe
- Montage : Michael Bradsell
- Musique : Piotr Ilitch Tchaïkovski ; André Previn (direction musicale)
- Direction artistique : Natasha Kroll
- Costumes : Shirley Russell
- Pays d'origine : Royaume-Uni
- Format : Couleurs - 2,35:1 - Mono
- Genre : Film biographique
- Durée : 122 minutes
- Date de sortie : 1971

## Distribution
- Richard Chamberlain (VF : Dominique Paturel) : Piotr Ilitch Tchaïkovski
- Glenda Jackson : Antonina Milioukova
- Izabella Telezynska : Nadejda von Meck
- Max Adrian : Nikolaï Rubinstein
- Christopher Gable : Comte Anton Chilouvsky
- Kenneth Colley (VF : Marc Cassot) : Modeste Tchaïkovski
- Maureen Pryor : La mère de Nina
- Sabina Maydelle : Sasha Tchaïkovski
- Andrew Faulds : Davidov
- Bruce Robinson : Alexei Sofronov

## Critique
- En tant que musicien professionnel et critique, Leonid Desyatnikov, après le 6e extrait vidéo, nous fait part de ses observations et compare le traitement des deux biographies : la première filmée par Igor Talankine et la seconde filmée par Ken Russell[1].